# Xanthopimpla jacobsoni
Xanthopimpla jacobsoni är en stekelart som beskrevs av Krieger 1915. Xanthopimpla jacobsoni ingår i släktet Xanthopimpla och familjen brokparasitsteklar. Utöver nominatformen finns också underarten X. j. sedlaceki.